# Капідава
Капідава (рум. Capidava) — село у повіті Констанца в Румунії. Входить до складу комуни Топалу.
Село розташоване на відстані 158 км на схід від Бухареста, 56 км на північний захід від Констанци, 103 км на південь від Галаца.

## Населення
За даними перепису населення 2002 року у селі проживали 126 осіб, усі — румуни. Усі жителі села рідною мовою назвали румунську.